# Ghost Vibration
Ghost Vibration est un jeu vidéo d'action développé par Artoon et édité par Eidos Interactive, sorti en 2002 sur PlayStation 2.

## Accueil
- Gamekult : 2/10[1]
- Jeux Vidéo Magazine : 8/20[2]
- Jeuxvideo.com : 6/20[3]